# Clint Eastwood (reggae)
 (février 2024).
Pour les articles homonymes, voir Eastwood et Clint Eastwood.
Robert Brammer, dit Clint Eastwood, est un chanteur et DJ jamaïcain de reggae, frère du DJ Trinity.

## Biographie
Brammer, le frère cadet de Trinity, a adopté une nouvelle tendance en adoptant les noms de personnages de western spaghetti comme nom de scène en enregistrant et en interprétant sous le nom de l'un des acteurs les plus réussis du genre, Clint Eastwood.
Eastwood a enregistré trois albums en 1978 - African Youth et Step It In a Zion pour le producteur Bunny Lee et Death In The Arena pour Channel One. D'autres albums ont suivi en 1979 et 1980, notamment Sex Education for Greensleeves Records, Eastwood faisant partie d'un groupe de DJs qui a dirigé le mouvement des chants «culturels» au dancehallchat et 'relâchement'[Quoi ?]. 
En 1981, un album live enregistré avec Dillinger et un partenariat avec General Saint ont été publiés. La première publication du duo, "Tribute to General Echo", rappelait le slack deejay récemment tué, et ils apparaîtront plus tard au Royaume-Uni avec leur version de "Stop That Train". Les deux albums du duo ont fait le top 5 du classement britannique indépendant.

## Discographie
- African Youth (1978) Third World/Gorgon
- Death In The Arena (1978) Cha Cha
- Step It In a Zion (1978) Live & Love
- Jah Lights Shining (1979) Jamaica Sound
- Love & Happiness (1979) Burning Vibrations
- Clint Eastwood (Jamaica Sun) (1980) Amo
- Sex Education (1980) Greensleeves
- Live at London (1981) Vista (Dillinger & Clint Eastwood)
- Two Bad D.J. (1981) Greensleeves (Clint Eastwood & General Saint)
- Stop That Train (1983) Greensleeves (Clint Eastwood & General Saint)
- BBC Radio 1 In Concert (199?) Windsong (Clint Eastwood & General Saint)
- The Best of Clint Eastwood (1984) Culture Press
- The Real Clint Eastwood (199?) Culture Press/Lagoon